# Fernando Casado Veiga
Fernando Casado Veiga (La Corunya, 23 de maig de 1890 - Madrid, 25 de maig de 1972) va ser un militar artiller i general espanyol que va participar en la guerra del Marroc i en la Guerra Civil en defensa de la legalitat republicana. Va ser pare de l'actor Fernando Rey i ajudant de camp de Manuel Azaña.

## Biografia
Home culte amb gran domini de les ciències i format en la Acadèmia d'Artilleria de Segòvia, va participar amb brillantor en la guerra del Marroc. Després del seu ascens a comandant, va ser professor de l'acadèmia d'artilleria. En produir-se el cop d'estat que va donar lloc a la Guerra Civil va romandre fidel a la República. Va ser l'organitzador de la defensa artillera en la batalla de Madrid i cap d'artilleria de l'Exèrcit del Centre, participant en la majoria de les operacions militars que es van succeir al voltant de la capital d'Espanya, singularment a Guadarrama, Guadalajara i Jarama. També va participar en la batalla de Brunete. Al final de la guerra es trobava en València, negant-se a fugir. Va ser detingut al costat del seu fill i portat al camp de concentració improvisat en el estadi de Mestalla. Mentre el seu fill va poder fugir, Casado va ser jutjat en un consell de guerra i condemnat a mort, si bé la pena li va ser commutada després per 30 anys de presó. Una vegada en llibertat, va treballar com a professor de ciències fent classes particulars.